# Litoria bulmeri
Litoria bulmeri (tên tiếng Anh: Bulmer's Tree Frog) là một loài ếch thuộc họ Pelodryadidae.
Loài này có ở Papua New Guinea và có thể cả Tây Papua ở Indonesia.
Môi trường sống tự nhiên của chúng là vùng núi ẩm nhiệt đới hoặc cận nhiệt đới và sông ngòi.